# Sylweriusz Wilczyński

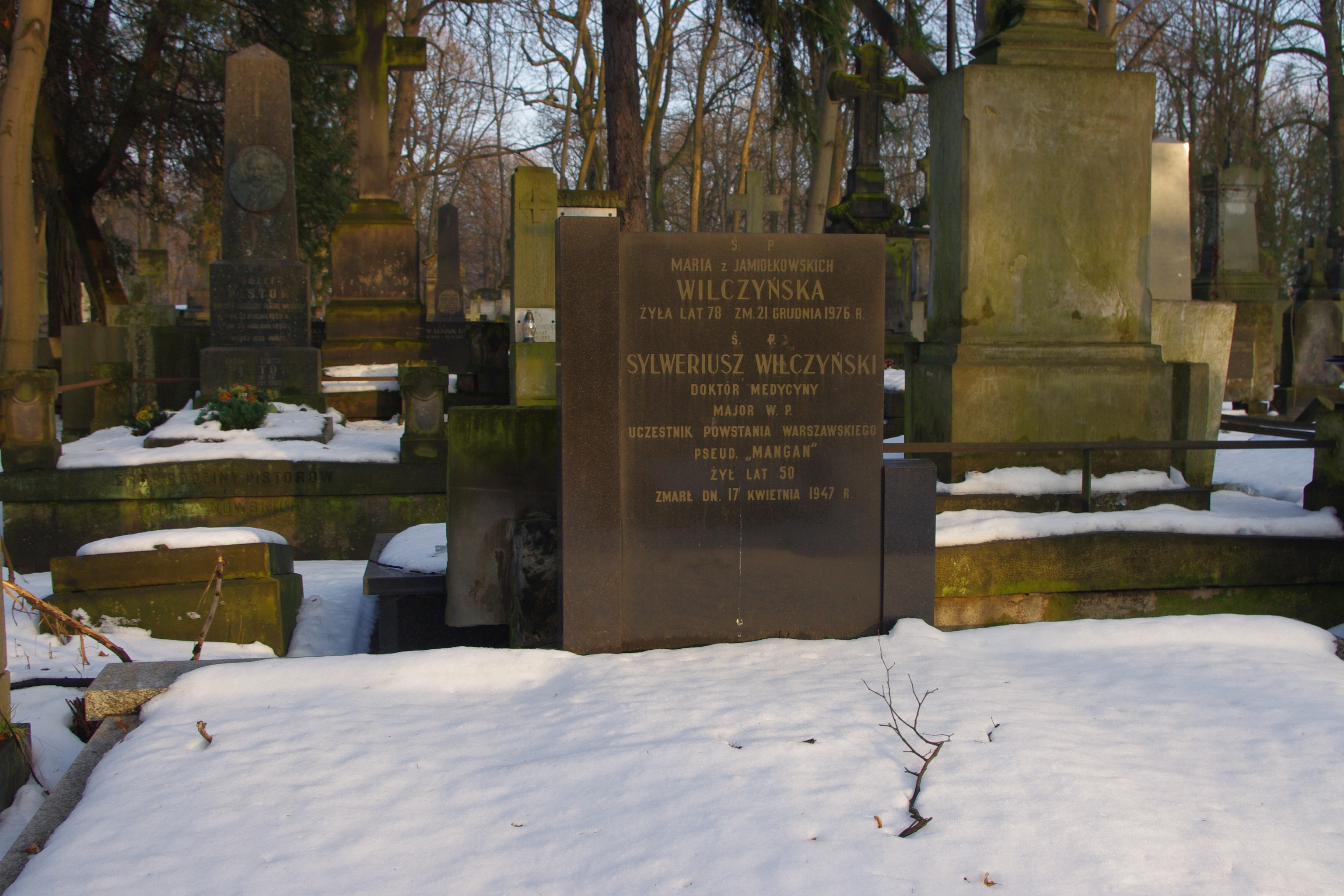
Grób Sylweriusza Wilczyńskiego (1896–1947) na cmentarzu Powązkowskim w Warszawie

Sylweriusz Wilczyński ps. Mangam, Wilczur (ur. 20 czerwca 1896, zm. 17 kwietnia 1947 w Łodzi) – polski dr medycyny, major lekarz WP.

## Życiorys
Był majorem lekarzem służby stałej WP, przed wybuchem wojny służył jako lekarz wojskowy w Przemyślu. Był zastępcą szefa sanitariatu Okręgu Warszawskiego AK, a następnie w powstaniu warszawskim. 
Po wojnie Szef Sanitarny Okręgu Łódzkiego Polskiego Czerwonego Krzyża. 
Zmarł w Łodzi, został pochowany na cmentarzu Powązkowskim w Warszawie (kwatera F/G-6-6,7,8).  

## Ordery i odznaczenia
- Złoty Krzyż Zasługi (25 maja 1939)[2]
- Medal Niepodległości (23 grudnia 1933)[3]
- Srebrny Krzyż Zasługi (19 marca 1931)[4]